# Charles Butler (bobsleigh)
Pour les articles homonymes, voir Charles Butler et Butler.
Charles Butler, né le 11 juin 1932 à Saranac Lake et mort le 21 novembre 2019, est un bobeur américain notamment médaillé de bronze olympique en 1956 et champion du monde en 1959.

## Carrière
Aux Jeux olympiques d'hiver de 1956 organisés à Cortina d'Ampezzo en Italie, lors de sa seule participation olympique, Charles Butler est médaillé de bronze en bob à quatre avec le pilote Arthur Tyler, William Dodge et James Lamy. Il remporte ensuite quatre médailles aux championnats du monde en tant que freineur pour Arthur Tyler : l'argent en bob à deux et le bronze en bob à quatre en 1957 ainsi que l'or en bob à quatre et le bronze en bob à deux en 1959.

## Palmarès

### Jeux Olympiques
- : médaillé de bronze en bob à 4 aux JO 1956.

### Championnats monde
- : médaillé d'or en bob à 4 aux championnats monde de 1956.
- : médaillé d'argent en bob à 2 aux championnats monde de 1957.
- : médaillé de bronze en bob à 2 aux championnats monde de 1959.
- : médaillé de bronze en bob à 4 aux championnats monde de 1957.